# 박가영 (배우)
박가영(2004~) 은 대한민국의 …

Unknown

## 학력
- unknown

## 출연 작품
릴리슈슈의 모든 것

### 뮤직 비디오
- 2014년 6to8(음악가) 〈밥한번〉

## 광고
- SKT 앵글스